# 벌집위

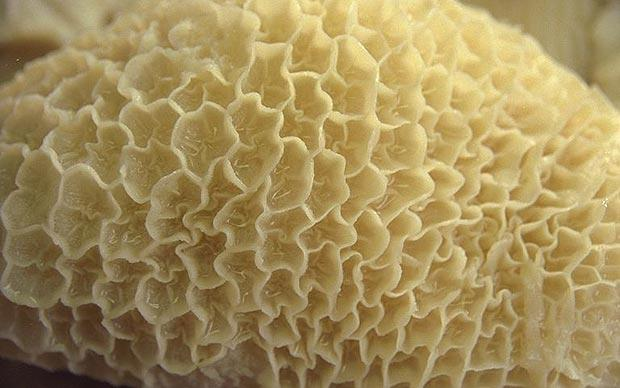
소의 벌집위

벌집위(---胃) 또는 제2 위(第-胃)는 반추 동물의 되새김위 중 둘째 위이다. 벌집 모양이며, 가장 작은 위이다. 혹위(제1 위)와 이어져 있다.

## 이용

### 음식
벌집위가 식재료로 쓰일 때는 벌집양(--羘)으로 불린다. 양의 일종이다.

## 같이 보기
- 겹주름위
- 주름위
- 혹위